# روبرت إل. جاي لونغ
روبرت إل. جاي لونغ (بالإنجليزية: Robert L. J. Long)‏ هو ضابط أمريكي، ولد في 29 مايو 1920 في كانساس سيتي في الولايات المتحدة، وتوفي في 27 يونيو 2002 في بيثيسدا في الولايات المتحدة.